# Zero Kills
Zero Kills è il secondo album in studio del produttore italiano Night Skinny, pubblicato l'11 novembre 2014 per EdenGarden.

## Il disco
Il titolo del disco è stato scelto traendo spunto dall'origine etimologica del termine okay: deriva infatti dall'inglese 0 killed, notazione adoperata nella guerra di secessione degli Stati Uniti, per indicare che, al termine di un determinato scontro, non erano state registrate vittime (ovvero andava tutto bene, accezione poi assunta dalla locuzione stessa).
I beat strumentali del disco sono stati realizzati da Night Skinny stesso, che ha usato come campionamenti alcuni estratti di world music. Dall'album è stato inoltre estratto il singolo Questa notte.

## Tracce
Musiche di Luca Pace.
1. Intro (feat. 8 Bullets Russian Roulette) – 2:12
2. Zero Kills (feat. Marracash) – 2:17
3. Metti in conto (feat. Patrick Benifei, Johnny Marsiglia) – 3:16
4. C'è nessuno? (feat. MadMan) – 4:25
5. Hostis Drama (feat. Ensi, Lord Bean, Salmo, DJ Double S) – 4:12
6. Questa notte (feat. Mecna, Pat Cosmo) – 4:04
7. E fa bene (feat. Dargen D'Amico) – 3:35
8. La testa gira (feat. Jack the Smoker, Clementino, Gemitaiz, Nitro) – 4:19
9. Circo panico (feat. Nex Cassel, Noyz Narcos) – 3:31
10. La verità (feat. Achille Lauro, Luchè, Johnny Marsiglia, Pat Cosmo) – 4:16
11. Ops! (feat. Clementino) – 4:02
12. Resta vivo (feat. Casino Royale, Ensi) – 4:11
13. Io non sono qui (feat. Lord Bean, Colle der Fomento) – 4:00
14. Ad un mare di distanza (feat. Ghemon, Pat Cosmo) – 4:08
15. In bilico (feat. Tormento) – 3:09
16. Al posto nostro (feat. Johnny Marsiglia) – 3:41
17. Penso di me (feat. Achille Lauro) – 3:11
18. Troppo grande (feat. Stokka, Madbuddy) – 3:40
19. Outro (feat. Bluebeaters Brass) – 1:17

Tracce bonus nell'edizione deluxe
1. Wes Craven (feat. Nitro) – 3:12
2. Credi che sia facile (feat. Ensi) – 3:09
3. Indian Tweet Posse (feat. Achille Lauro, Johnny Marsiglia, Ensi, Noyz Narcos, Chicoria, Louis Dee, Er Costa, Rocco Hunt, Clementino, Egreen) – 4:58